# Хожов
Хо̀жов или Хо̀жув (на полски: Chorzów; на немски: Königshütte) е град в Южна Полша, Силезко войводство. Административно е обособен в самостоятелен градски окръг (повят) с площ 33,24 км2.

## География
Градът се намира в историческата област Горна Силезия. Част е от Горносилезката метрополия. На север граничи с Битом и Пекари Шльонске, на запад с Руда Шльонска и Швентохловице, на юг с Катовице и на изток с Шемяновице Шльонске.

## Население
Според данни от полската Централна статистическа служба, към 1 януари 2014 г. населението на града възлиза на 110 761 души. Гъстотата е 3 332 души/км2.
Демография:
- 1871 – 19 536 души
- 1900 – 57 919 души
- 1910 – 72 600 души
- 1939 – 110 000 души
- 1946 – 110 675 души
- 1955 – 141 363 души
- 1965 – 153 721 души
- 1977 – 156 600 души
- 1987 – 138 244 души
- 1997 – 123 045 души
- 2009 – 113 162 души

## Спорт
Градът е дом на футболния клуб Рух (Хожов).

## Фотогалерия
- Театър „Розривки“
- Улица „Волношчи“
- Поща
- Църква „Св. Варвара“
- Църква „Св. Йосиф“
- „Фамилоки“
- Планетариум
- Етнографски парк
- Францискански манастир